# Monastère de Mesić
Pour les articles homonymes, voir Mesić.
Le monastère de Mesić (en serbe cyrillique : Манастир Месић ; en serbe latin :  Manastir Mesić) est un monastère orthodoxe serbe situé dans le nord de la Serbie, à Mesić, dans la municipalité de Vršac et dans la province de Voïvodine. Il dépend de l'éparchie du Banat et est inscrit sur la liste des monuments d'importance exceptionnelle du pays (identifiant no SK 1020).

## Histoire

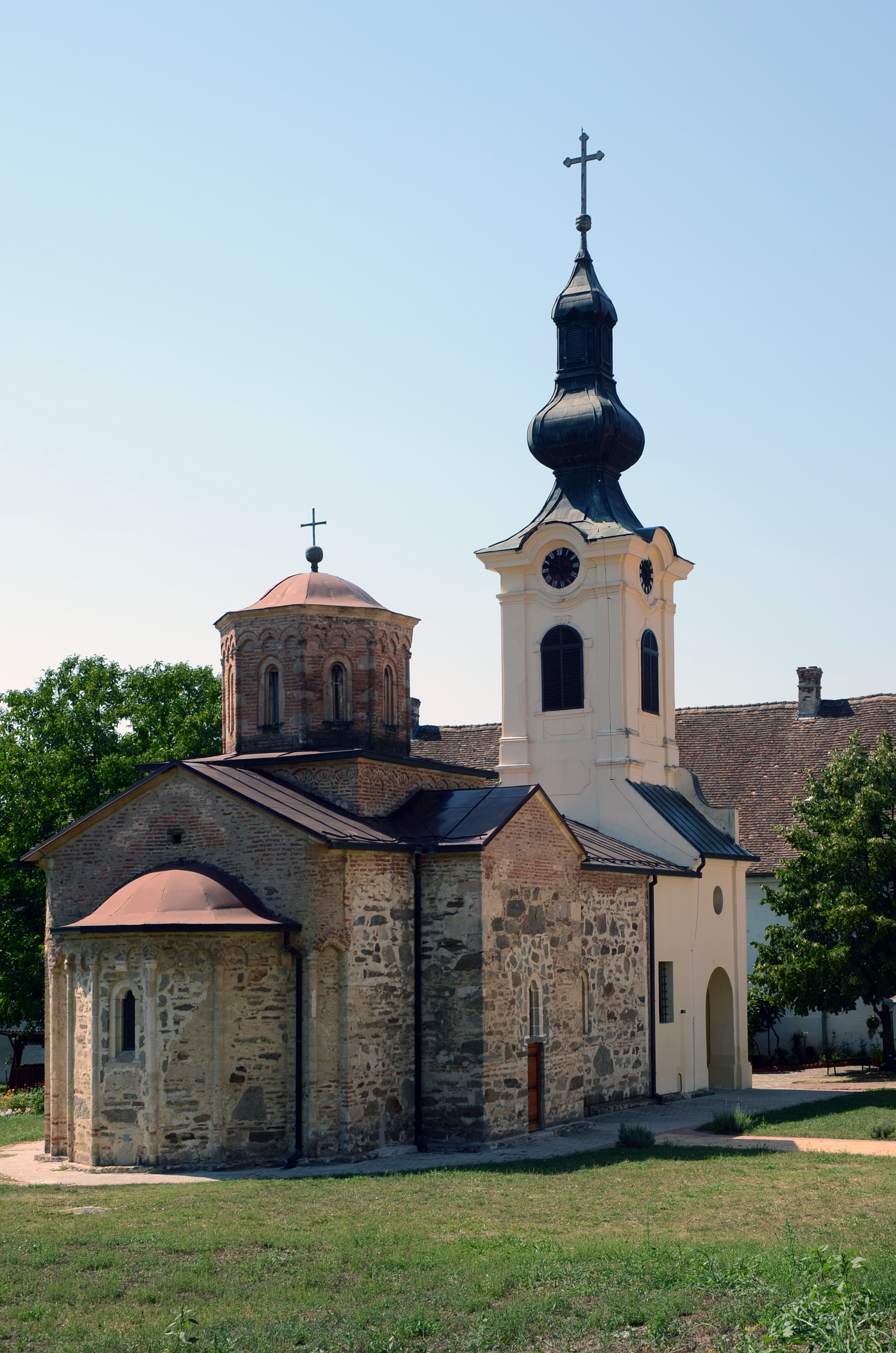
Vue du chevet de l'église du monastère

Selon la tradition la plus ancienne, le monastère de Mesić aurait été fondé dans la première moitié du XIe siècle ; selon une autre tradition, il aurait été fondé en 1225 par le moine Arsenije Bogdanović-Sremac du monastère de Hilandar ; Saint Sava, le fondateur de l'Église orthodoxe serbe, en aurait fait l'higoumène du monastère. Arsenije, après lui, allait devenir le second archevêque de l'histoire du Patriarcat de Serbie. Une autre version, la plus probable, fait remonter sa fondation à la fin du XVe siècle et l'attribue au despote Jovan Branković, qui, au moment de la conquête de la Serbie par les Ottomans, fut le dernier souverain de la dynastie des Branković. Les premiers documents écrits mentionnant le monastère émanent du Patriarcat de Peć et datent de 1660 et 1666 ; à cette époque, il faisait partie du Royaume de Hongrie. Il connut un développement important avec les migrations serbes et notamment la Grande migration de 1690, qui amena en Voïvodine de nombreux Serbes fuyant les exactions turques au Kosovo et dans l'actuelle Serbie centrale. Au moment de cette Grande migration, Mesić servit un moment de résidence à l'archevêque de Vršac. Au cours des luttes entre les Autrichiens et les Ottomans, le monastère fut endommagé à plusieurs reprises, notamment en 1716 et en 1788, et restauré. Un tremblement de terre, survenu en 1892, a fait de nombreux dégâts mais le monastère fut une nouvelle fois restauré. Depuis 1952, le monastère de Mesić est devenu un couvent de femmes.

## Architecture et peinture
L'église du monastère est dédiée à saint Jean-Baptiste. Elle a été construite dans la tradition de l'école moravienne, avec une nef unique surmontée d'un dôme et un chœur rectangulaire. En revanche, elle a subi des transformations importantes au XVIIIe siècle, au moment de la rénovation du monastère, avec la construction d'un exonarthex et d'un clocher baroque, inspiré des réalisations de l'architecte bohémien Anton Bloberger.
Les peintures murales consistent en trois couches de fresques peintes du XVIe au XIXe siècle. Dans l'espace des bienfaiteurs du monastère figure une fresque représentant Jovan Brankovic. De nombreuses icônes font la richesse du monastère mais Mesić est surtout connu pour une icône miraculeuse de la Vierge Marie, connue sous le nom de Dostojno jest (« Elle est noble »). Cette icône, provenant du Mont Athos, a été apportée au monastère en 1803.